# Vojslavice (Šumavské Hoštice)
Vojslavice (německy Woislawitz) jsou malá vesnice, část obce Šumavské Hoštice v okrese Prachatice v Jihočeském kraji. Nachází se asi dva kilometry východně od Šumavských Hoštic. Je zde evidováno 11 adres. V roce 2011 zde trvale žilo sedmnáct obyvatel.
Vojslavice leží v katastrálním území Vojslavice u Žárovné o rozloze 1,28 km².

## Historie
První písemná zmínka o vesnici pochází z roku 1360.

## Obyvatelstvo
| Rok            | 1869 | 1880 | 1890 | 1900 | 1910 | 1921 | 1930 | 1950 | 1961 | 1970 | 1980 | 1991 | 2001 | 2011 | 2021 |
| -------------- | ---- | ---- | ---- | ---- | ---- | ---- | ---- | ---- | ---- | ---- | ---- | ---- | ---- | ---- | ---- |
| Počet obyvatel | 146  | 133  | 104  | 92   | 86   | 93   | 85   | 47   | 48   | 33   | 22   | 15   | 10   | 17   | 20   |
| Počet domů     | 19   | 20   | 17   | 17   | 17   | 16   | 16   | 14   | 12   | 9    | 8    | 11   | 11   | 12   | 12   |

## Obecní správa
Při sčítání lidu v letech 1850–1949 Vojslavice byly osadou obce Šumavské Hoštice v okrese Prachatice. V letech 1950–1976 byly osadou obce Žárovná v okrese Prachatice. Od 30. dubna 1976 jsou opět částí obce Šumavské Hoštice v okrese Prachatice. Poté se Žárovná opět osamostatnila, ale Vojslavice již zůstaly součástí Šumavských Hoštic.

## Pamětihodnosti
- Usedlost čp. 1 (kulturní památka ČR)

## Galerie

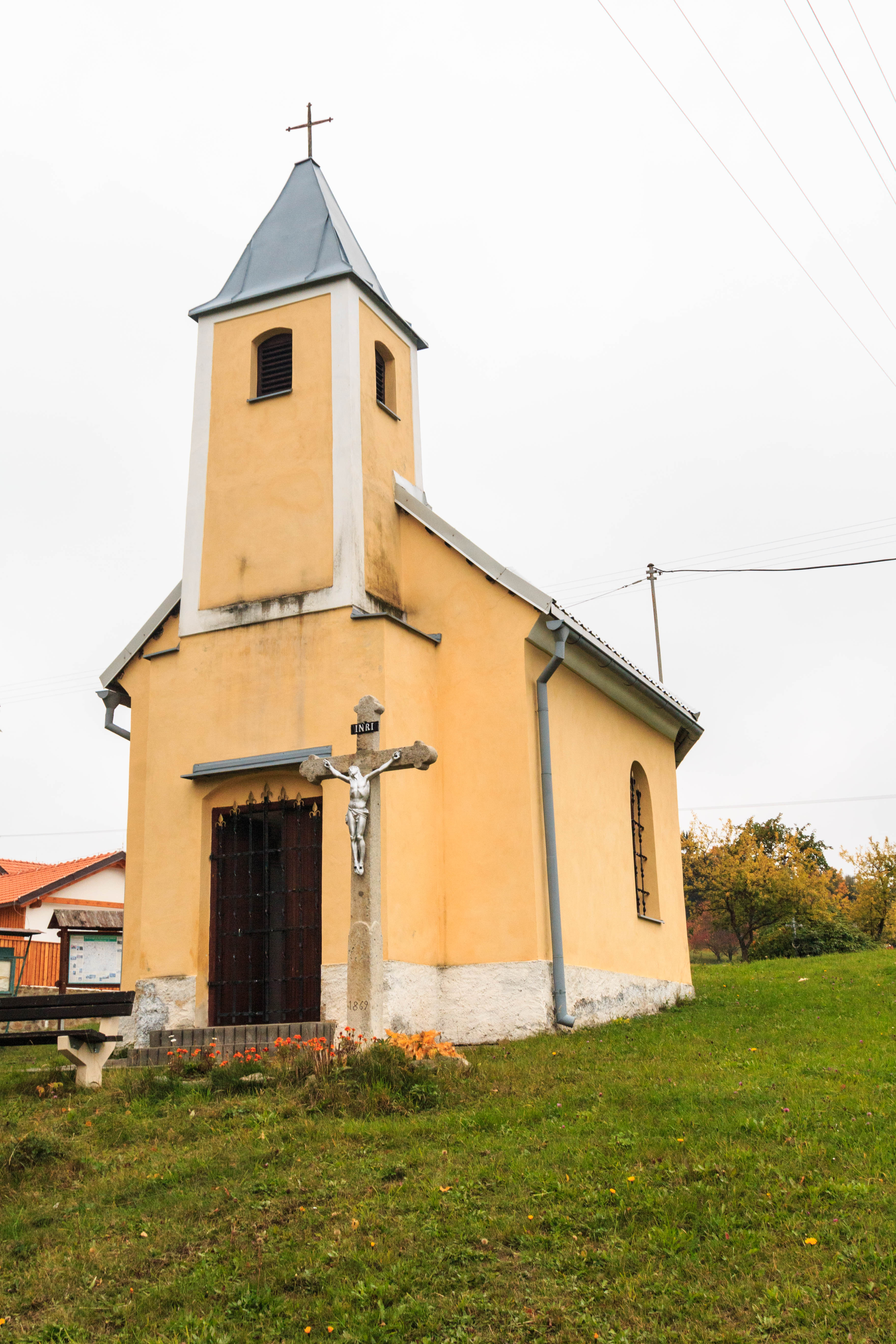
Vojslavice – kaple
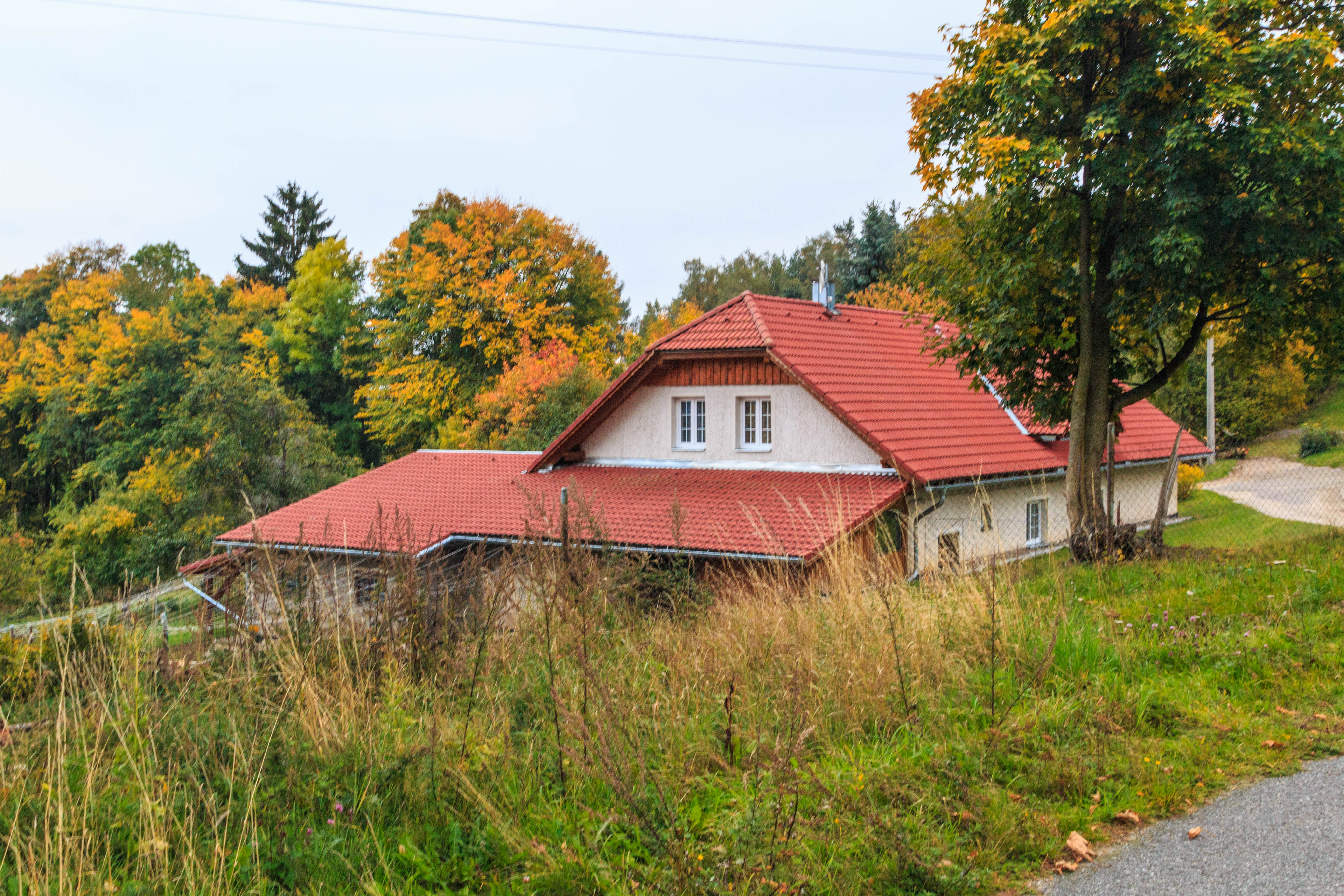
Vojslavice – čp. 20
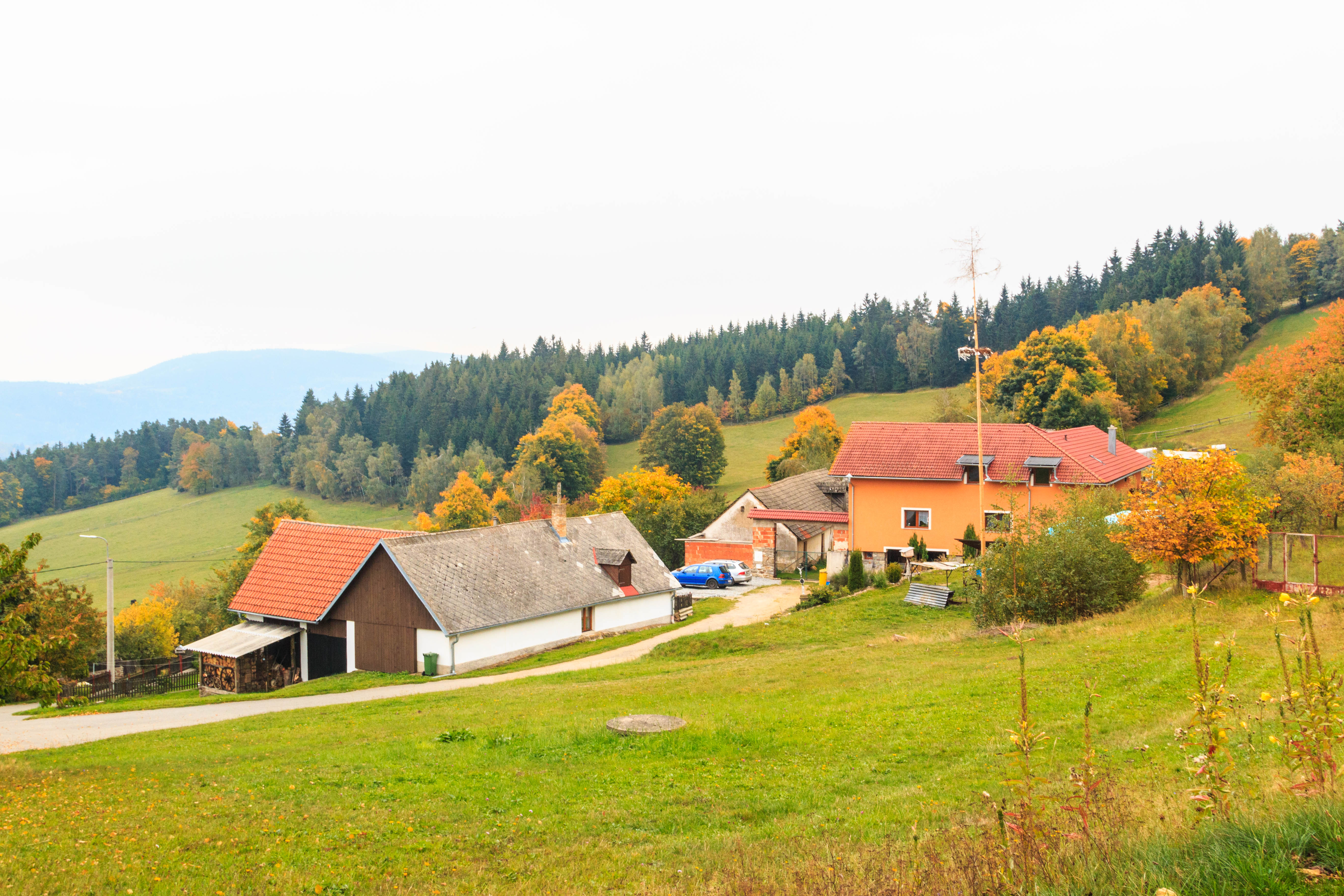
Vojslavice – čp. 6
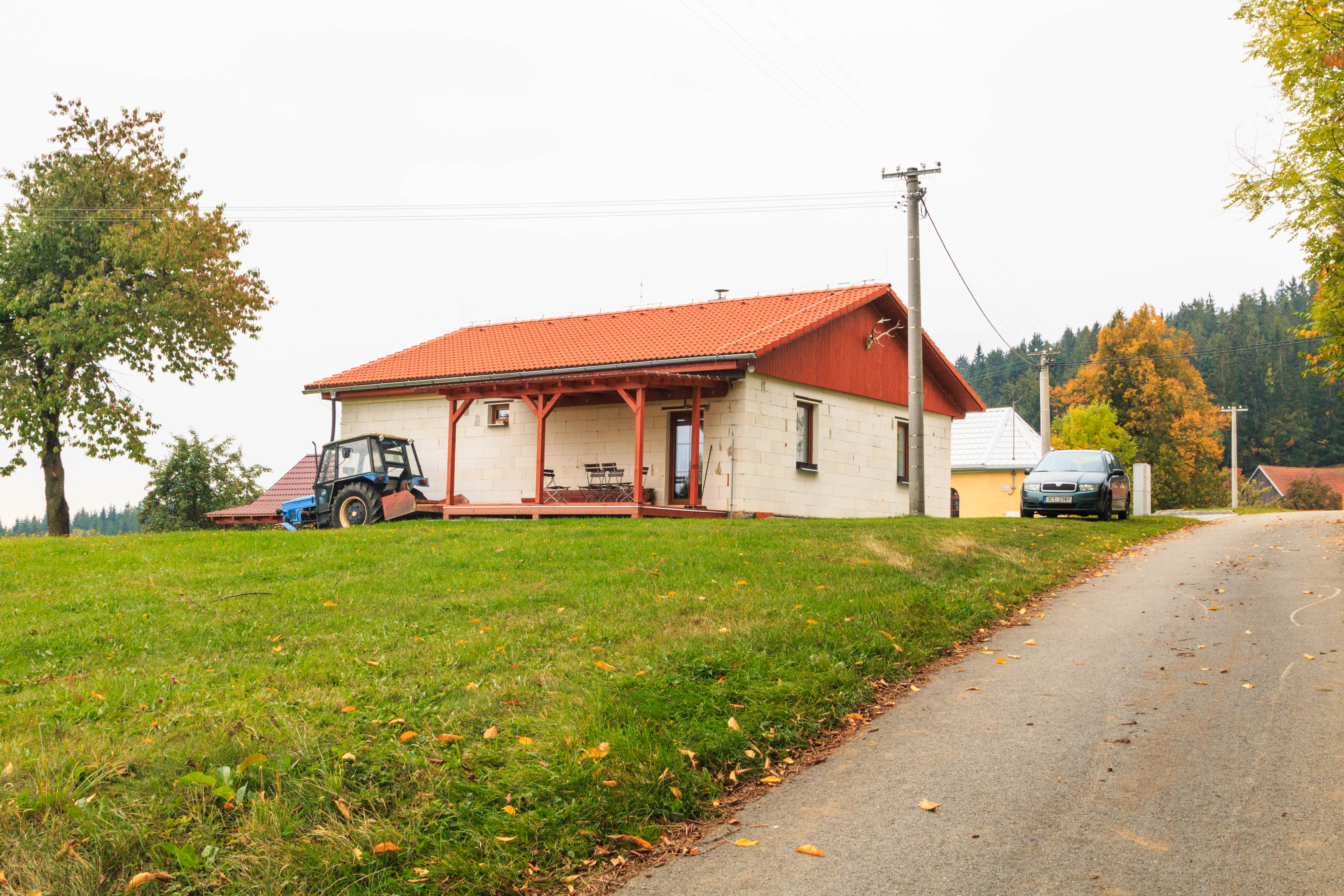
Vojslavice – čp. 24